# Artibeus amplus
Artibeus amplus — вид родини листконосові (Phyllostomidae), ссавець ряду лиликоподібні (Vespertilioniformes, seu Chiroptera).

## Середовище проживання
Країни поширення: північна Колумбія, Гаяна, Суринам, Венесуела.  Знайдений між 25 і 2000 м над рівнем моря. Перебуває в низинних і передгірних тропічних лісах.

## Життя
Плодоїдний, особливо їсть інжир (Ficus), нектар і комах. Асоціюється з печерами. 